# Consell Nacional del Movimiento

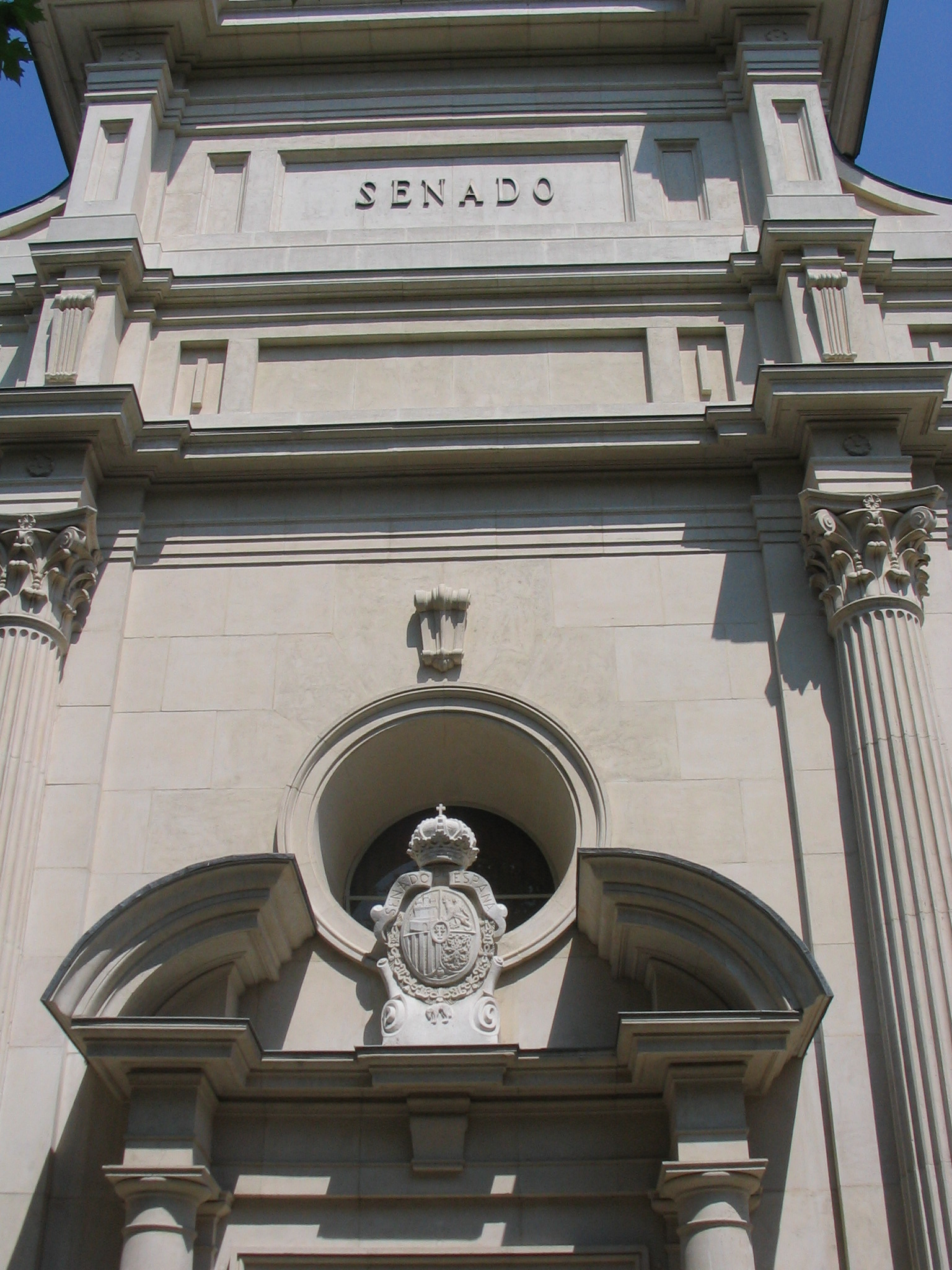
Edifici del Senat d'Espanya, seu de l'antic Consell Nacional del Movimiento

El Consell Nacional del Movimiento, creat el 19 d'octubre de 1937 durant la Guerra Civil Espanyola, fou el primer gran òrgan deliberatiu destinat a evolucionar fins a convertir-se en una espècie de Cambra alta durant la dictadura franquista. Els consellers van ser escollits amb criteri objectiu d'integració de totes les forces polítiques que van intervenir en el cop d'estat del 18 de juliol que va donar inici a la Guerra Civil Espanyola.

## Antecedents
Després del Decret d'Unificació, el 5 d'agost de 1937 la Junta Política de FET i de las JONS aprova els seus estatuts, elaborats pel seu secretari general, Ramón Serrano Súñer. Francisco Franco els va promulgar amb la seva signatura:
| « | «... El Movimiento, quant a organització, inclouria tres classes de membres actius: militants, que eren tots els afiliats a les agrupacions polítiques existents en el moment de la Unificació (una manera de fondre camises velles amb camises noves i els tradicionalistes); militars, ja que tots els generals, caps, oficials i classes de l'Exèrcit, en actiu, eren considerats membres de ple dret; I adherits, que novament s'inscrivien i als quals s'exigia acreditar capacitat de servei abans de convertir-los en militants...» | » |

En la disposició reguladora de la Unificació, s'establia un Secretariat Polític que, amb la missió de dirigir la marxa de la nova organització, estaria integrat pels elements falangistes i tradicionalistes més distingits, sota la presidència del Generalíssim.

## Base jurídica
La representació col·legiada del Movimiento correspon al Consell Nacional, les finalitats i atribucions del qual venen establerts a la Llei Orgànica de l'Estat, la Llei Orgànica del Movimiento i del seu Consell Nacional i el seu propi Reglament. Són finalitats del Consell Nacional, com a representació col·legiada del Movimiento, les següents:
- Enfortir la unitat entre els homes i entre les terres d'Espanya.
- Defensar la integritat dels Principis del Movimiento Nacional i vetllar perquè la transformació i desenvolupament de les estructures econòmiques, socials i culturals s'ajusten a les exigències de la justícia social.
- Vetllar pel desenvolupament i exercici dels drets i llibertats reconegudes per les Lleis fonamentals i estimular la participació autèntica i eficaç de les entitats naturals i de l'opinió pública en les tasques polítiques.
- Contribuir a la formació de les joventuts espanyoles en la fidelitat als Principis del Moviment Nacional i incorporar les noves generacions a la tasca col·lectiva.
- Canalitzar, dins dels Principis del Movimiento Nacional, el contrast de parers sobre l'acció política.
- Cuidar de la permanència i perfeccionament del mateix Movimiento Nacional.

## Composició
El Consell Nacional estarà constituït pels següents Consellers:
- Un Conseller escollit per cada província.
- Quaranta Consellers designats pel Cabdill entre persones de reconeguts serveis. En complir-se les previsions successòries, aquests quaranta Consellers adquiriran el caràcter de permanents fins a complir l'edat de setanta-cinc anys, i les vacants que en endavant es produeixin entre els mateixos es proveiran per elecció mitjançant proposta en terna d'aquest grup de Consellers al Ple del Consell.
- Dotze Consellers representants de les estructures bàsiques de la comunitat nacional: Quatre escollits entre els seus membres pels Procuradors en Corts representants de la Família, uns altres quatre escollits entre els seus membres pels Procuradors en Corts representants de les Corporacions locals i uns altres quatre escollits entre els seus membres pels Procuradors en Corts representants de l'Organització Sindical.
- Sis Consellers designats pel President del Consell entre persones que prestin rellevants serveis a les finalitats enumerades en l'article anterior.
- El Secretari General, que exercirà les funcions de Vicepresident, designat pel Cap d'Estat a proposta del President del Govern.

## Primer consell
El I Consell Nacional del Movimiento, celebrat el dia 2 de desembre de 1937 al Monestir de las Huelgas de Burgos. El Consell estava format per 50 membres i agrupava diverses tendències polítiques, amb una majoria de falangistes vells (Pilar Primo de Rivera, Mercedes Sanz, Fernández-Cuesta, Agustín Aznar, Ridruejo, Girón, Sancho Dávila, Jesús Suevos) i neofalangistes (Pedro Gamero del Castillo), que pegats no superaven el cinquanta per cent.
Amb ells, tradicionalistes (Rodezno, per supostat; Manuel Fal Conde, que no hi va anar), monàrquics (José María Pemán y Pemartín, Montes, Yanguas, Valdecasas, Vegas, Pedro Sainz Rodríguez) i militars (Gonzalo Queipo de Llano, Jordana, Juan Yagüe, Juan Luis Beigbeder, José Monasterio Ituarte).

## Definició
El Consell Nacional coneixerà dels grans problemes nacionals que el Cap d'Estat li sotmeti en els termes que s'establiran en disposicions complementàries.
Correspon al Consell Nacional la representació col·legiada del Movimiento, les finalitats i atribucions del qual venen establertes per la Llei Orgànica de l'Estat, la Llei Orgànica del Movimiento i del seu Consell Nacional i el seu propi Reglament.

## Tercer consell
El III Consell Nacional del Movimiento data del 23 de novembre de 1942.

## Cinquè consell
El 6 de maig de 1949 el Butlletí Oficial de l'Estat publica el Decret del Comandament Nacional del Moviment pel qual, es designa el V Consell Nacional de Falange Española Tradicionalista y de las JONS format per quaranta-nou membres.

## Anècdotes
Per a l'acadèmic José María Pemán del Consell Nacional del Moviment "És un òrgan col·legiat que es reuneix de tant en tant per escoltar el que diu l'aconsellat."
El 17 de juliol de 1956 es va reunir el Consell Nacional, potser el debat més obert del Règim, presidit pel general Franco qui va fer balanç dels seus vint anys d'exercici i va abordar la necessitat de promulgar altres lleis fonamentals, a més d'assegurar, per a decepció dels falangistes, que els vint-i-sis punts originals estaven superats. A l'octubre de 1956 s'enviaven al Consell Nacional els dos avantprojectes per a la remissió d'esmenes, adquirint una importància inèdita, en convertir-se en l'efímer fòrum de la major discussió política que havia conegut el franquisme fins aleshores.
| « | «...A l'altura de novembre de 1956 s'havia establert, entorn dels projectes d'Arrese, un debat polític absolutament inusitat en un règim com el franquista. Per descomptat, no afectava, pròpiament, a l'opinió pública com, anys després, succeiria amb el debat sobre associacionisme polític, però per descomptat era la primera (i probablement fins al moment, única) reflexió política del règim sobre si mateix. Tingui's en compte l'elevat nombre de consellers nacionals que van conèixer els avantprojectes i que, a més, molts d'ells els van esmenar...» | » |

Esgotat el termini, es van recollir 47 esmenes (signades per 51 consellers) a l'avantprojecte de llei del Govern i 59 (signades per 64 consellers) a l'avantprojecte de Llei Orgànica del Moviment. De 152 consellers nacionals, expressarien la seva total conformitat amb l'avantprojecte de llei d'ordenació del Govern 9 consellers. Quant a la Llei Orgànica del Moviment, només sis consellers, que van donar també la seva conformitat a la Llei del Govern, es van manifestar totalment conformes.